# Liothrips oleae
Il pidocchio nero o liotripe dell'ulivo (Liothrips oleae) è un insetto dell'ordine dei Tisanotteri di rilevante interesse agrario per i considerevoli danni spesso apportati alle colture olivicole in Italia, Spagna, Grecia.

## Morfologia
Femmina macrottera - Colorazione del corpo marrone scuro, compresi il capo e le zampe; segmenti antennali III-VI e la metà basale del VII gialli; ala anteriore chiara ma debolmente offuscata distalmente, più offuscata distalmente lungo i margini della metà basale e con area marrone intorno alle setole basali; setole principali del capo e pronoto marrone scuro, setole chiare sul tergite IX. Antenna con 8 antennomeri; segmento antennale III con 1 cono sensoriale, segmento antennale IV con 3 coni sensoriali. Stiletti mascellari retratti nel capo fino a raggiungere le setole postoculari. Pronoto con 5 paia di setole maggiori, le posteriori più lunghe di quelli anteriori. Tarsi anteriori privi di dente. Metanoto con scultura reticolare a linee longitudinali e anastomizzanti. Ali anteriori con entrambi i bordi paralleli e con più di 20 doppie ciglia, e 3 setole robuste basali. Pelta triangolare, tergiti II-VII ciascuno con 2 paia di setole sigmoidi; setole del tergite IX spuntate, leggermente più corte del tubo; tubo lungo quanto la larghezza del capo.
Maschio macrottero -Simile alla femmina; setole B2 del tergite IX corte e ispessite; sternite VIII senza area ghiandolare; aedagus con un paio di creste sclerotizzate all’apice (simili a uncini se visti di profi lo).
Stadi giovanili. Le neanidi I e II sono biancastre, con occhi rossi. Le antenne e le zampe scure, il capo e gli ultimi segmenti addominali presentano ai lati una placca scura. La preninfa è di color arancio e tutte le aree scure nelle larve sono diventate chiare in questo stadio. Le antenne sono molto corte. Seguono 2 stadi ninfali entrambi arancioni. Le loro antenne sono rivolte all’indietro lungo le guance e gli abbozzi alari sono molto evidenti

## Biologia
L'adulto sverna nelle tipiche screpolature della corteccia delle piante adulte di olivo, nelle lesioni e cicatrici dei tagli delle potature o nel corpo di cocciniglie parassitizzate. Gli adulti escono all'inizio della primavera quando le temperature raggiungono i 15-18 °C, contemporaneamente le femmine ovide pongono fino a trecento uova dalle quali dopo qualche settimana fuoriescono le neanidi che si nutrono delle parti più tenere della pianta. Le neanidi diventate adulte originano una seconda generazione (nel sud Italia, nella metà di giugno), ed una terza tra fine agosto ed inizi di settembre. Di solito in autunno svernano gli adulti della terza generazione. Il tripide dell'olivo in particolari condizioni climatiche può compiere anche quattro generazioni annuali.

## Danni
I primi danni si manifestano sui germogli apicali più teneri, poi passano sui fiori e sui frutti. I danni, spesso considerevoli, sono dovuti alle punture trofiche sia degli adulti che delle neanidi. I germogli colpiti manifestano uno sviluppo stentato e si attorcigliano su se stesse; le foglie assumono forme ad uncino e cadono precocemente; sui fiori l'attacco provoca l'aborto e la colatura; sui frutti si ha la cascola precoce, e delle deformazioni, infossature e maculature brunastre. Queste punture favoriscono la penetrazione di microrganismi da ferita.

## Lotta
Spesso la lotta a questo insetto è stata sottovalutata poiché viene controllato dagli antagonisti entomofagi quali l'Anthocoris nemoralis (rincoti) e il Tretrastichus gentilei (imenotteri) ma è da monitorare attentamente sin dalla prima generazione primaverile. Per quanto riguarda la lotta agronomica le infestazioni possono essere contenute mediante le potature al fine di sfoltire la chioma e di evitare l'insediamento dell'insetto.
La lotta con fitofarmaci si esegue con i seguenti prodotti: - Piretroidi per i biologici; altrimenti con Deltametrina - Metil-paration; - Metonil; - Acefate; - Dimetoato; - Azinfosmetile. La soglia d'intervento è del 10% di germogli infestati nella prima generazione.